# Essig (Swisttal)
Essig este un cartier al comunei Swisttal din landul Renania de Nord-Westfalia, Germania. La recensământul de la data de 1 ianuarie 2007 avea  437 loc. Essig se află lângă șoseaua  B 56, ca. la jumătatea distanței dintre Rheinbach și  Euskirchen. La ca. 14 km pe șoseaua B 56 se află orașul Bonn. Cartierul se învecinează la sud cu Odendorf iar la nord cu Ludendorf care sunt la fel cartiere ce aparțin de Swisttal.
Istoricul localității este legată de cel al mănăstirii Stella Mariae, care a fost întemeiată mulțumită curentului de reformări religioase sosite prin secolul XV din Olanda și de pe Cursul Inferior al Rinului. In această perioadă au loc frecvent pelerinaje în toată Europa.